# Port Espacial Europeu de Kourou

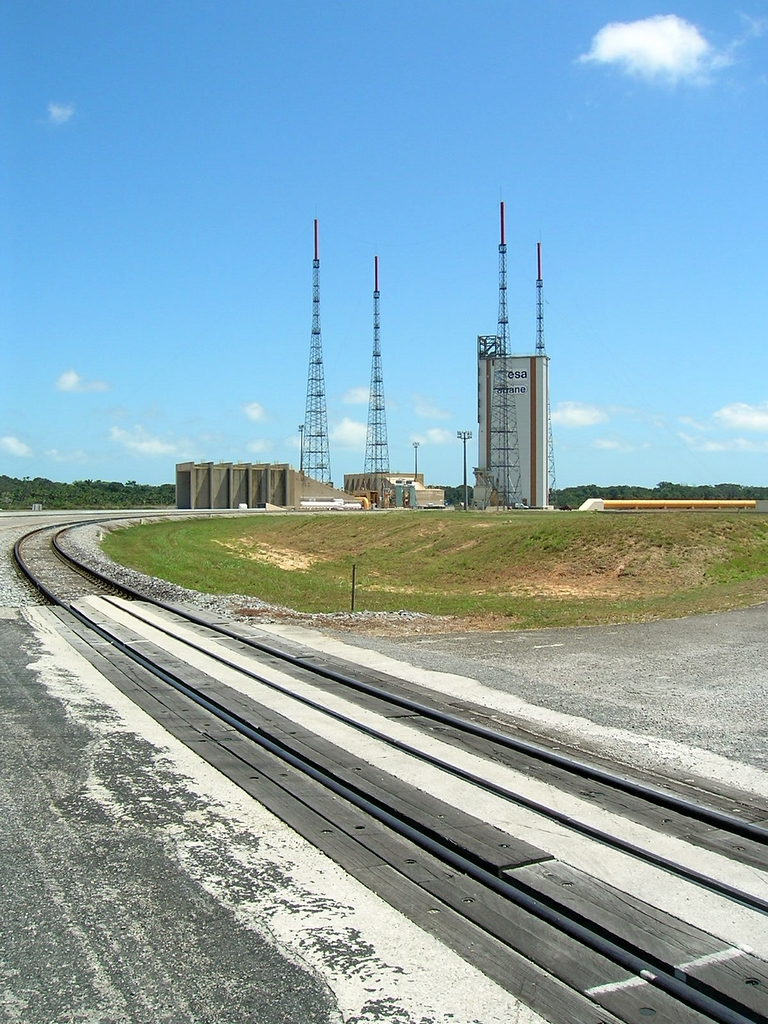
Rampa de llançament de coets a Kourou

El Port Espacial de Kourou, també conegut com a Centre Espacial Guaianès és una zona de llançament de coets propietat de França. El 1964 va ser seleccionat com a base espacial per França. És operativa des de 1968 i amb la creació de l'Agència Espacial Europea el 1975, França va oferir compartir aquesta base amb l'agència.
Des d'aquí són llançades les missions Ariane i Vega com també serveix de base de llançament de coets Soiuz com a part d'un acord entre Rússia i l'Agència Espacial Europea. Els llançaments comercials són comprats també per empreses no europees. ESA paga dos terços del pressupost anual del port espacial i també ha finançat les millores fetes durant el desenvolupament dels llançadors Ariane. La zona és particularment adequada per a un port espacial, ja que compleix els dos requisits principals geogràfics: 
- és molt a prop de l'equador, perquè la terra girant pot impartir certa velocitat extra per als coets de franc quan llancen cap a l'est, i
- té un territori deshabitat (en aquest cas, de mar obert) cap a l'est, de manera que les etapes inferiors de coets i restes dels fracassos de llançament no poden caure en els habitatges humans.

L'Agència Espacial Europea (ESA), l'agència espacial francesa CNES (Centre Nacional d'Estudis Espacials) i l'empresa comercial Arianespace condueixen llançaments des de Kourou. Aquest va ser el port espacial utilitzat per l'ESA per enviar subministraments a l'Estació Espacial Internacional utilitzant el Vehicle de Transferència Automatitzat.

## Situació i característiques
Es troba a prop de Kourou, a la Guaiana Francesa. Concretament la seva situació és 5° 3′ de latitud nord a uns 500 km de l'equador, una posició privilegiada per a un cosmòdrom per la proximitat a l'equador.
L'extensió de tot el complex és d'uns 750 km².
Segons l'Agència Espacial Europea es tracta d'un lloc segur, al mig d'una zona selvàtica, en una regió on el 90% del territori està deshabitat.